# Austro-ugarska nagodba
Austro-ugarska nagodba (njemački: Ausgleich, mađarski: kiegyezés) odnosi se na dogovor iz 1867. godine, kojim je utemeljena Dvojna ili Austro-Ugarska Monarhija. 
Nagodbu su potpisali Franjo Josip I. i mađarska delegacija na čelu s Ferencom Deákom. Pratile su je brojne propale ustavne promjene Habsburške Monarhije. Po novom sporazumu, Mađari su postali dominantni u vladi Mađarske, koja je dobila skoro ravnopravan status kao i austrijska vlada u Beču, dok je zajednički vladar, odnosno car i kralj, imao ovlasti nad vojskom, pomorskom flotom, vanjskim poslovima i slično. 
Dvojna Monarhija, utemeljena na temelju Ausgleicha, trajala je još 50 godina, sve dok se nije raspala 1918., porazom monarhije u Prvom svjetskom ratu.
Državnopravnim ugovorom, načinjenim 1867. kojim su uređeni odnosi među zemljama pod vlašću Habsburgovaca za posljednjih 50 godina opstojanja Monarhije. Nagodba je nastala kao rezultat sporazuma između austrijskih i ugarskih vladajućih političkih krugova. Formalno su je tvorila dva zakona: jedan se odnosio na austrijski, a drugi na ugarski dio Monarhije. 
Prema sadržaju Nagodbe Monarhija je ustrojena kao zajednica dviju država (dualizam), od kojih je svaka imala zasebni ustav i tijela državne vlasti, a zajednički su im bili vladar, vojska, vanjski poslovi i za sve to nužne financije. U okviru dualističkog ustroja države uskoro (1868.) su uređeni i odnosi Hrvatske s Ugarskom (Hrvatsko-ugarska nagodba).

## Unutarnja podjela
| Karta Austro-Ugarske | |
| \| - Cislajtanija \| \| \| 1. Češka 2. Bukovina 3. Koruška 4. Kranjska 5. Dalmacija 6. Galicija i Lodomerija 7. Austrijsko primorje 8. Donja Austrija \| 9. Moravska 10. Salzburg 11. Austrijska Šleska 12. Štajerska 13. Tirol 14. Gornja Austrija 15. Vorarlberg \| \| - Translajtanija \| \| \| 16. Ugarska sa Sedmogradskom (Erdeljem, Transilvanijom) \| 17. Hrvatska i Slavonija \| \| - austro-ugarski kondominij \| \| \| 18. Bosna i Hercegovina \| \| | |
| - Cislajtanija | |
| 1. Češka 2. Bukovina 3. Koruška 4. Kranjska 5. Dalmacija 6. Galicija i Lodomerija 7. Austrijsko primorje 8. Donja Austrija | 9. Moravska 10. Salzburg 11. Austrijska Šleska 12. Štajerska 13. Tirol 14. Gornja Austrija 15. Vorarlberg |
| - Translajtanija | |
| 16. Ugarska sa Sedmogradskom (Erdeljem, Transilvanijom) | 17. Hrvatska i Slavonija                                                                                  |
| - austro-ugarski kondominij | |
| 18. Bosna i Hercegovina | |

## Vanjske poveznice
- Opća i nacionalna enciklopedija